# Malula (Meru)
Malula ist ein Verwaltungsbezirk (Ward) des Distrikts Meru in der tansanischen Region Arusha.

## Geografie
Malula liegt im Norden von Tansania, etwa 35 Kilometer östlich der Regionshauptstadt Arusha an der Straße von Arusha nach Moshi. Der Bezirk hat eine Fläche von 93,5 Quadratkilometern. Bei der Volkszählung 2022 lebten hier 12.626 Menschen in 3422 Haushalten.

## Gliederung
Der Bezirk besteht aus vier Gemeinden (Mtaa) mit 16 Orten (Kitongoji):
| Kolila - Kolila - Nrumangeny | Ngejusosia - Ngejusosia Kati - Maangashiny R.C - Makao Mapya | Nrumangeny - Nrumangeny - Chemchem - Amani | Malula - Malula Mjini - Mikuuni - Relini - Krismass - Maretoni - Mlimani - Rc - Rc Kati |

## Wirtschaft und Infrastruktur
- Bildung: Die Malula Secondary School ist eine weiterführende Schule, die Jugendliche bis zur  4. Stufe ausbildet.[6]
- Gesundheit: In Malula befindet sich eine öffentliche Apotheke, die auch kleine chirurgische Eingriffe durchführt.[7]
- Straße: Malula ist über die asphaltierte Nationalstraße T2 im Westen mit Arusha und im Osten mit Moshi verbunden.[8]
- Flughafen: Der Flughafen Kilimanjaro liegt wenige Kilometer südöstlich von Malula.[2]